# Swiss Indoors 2006

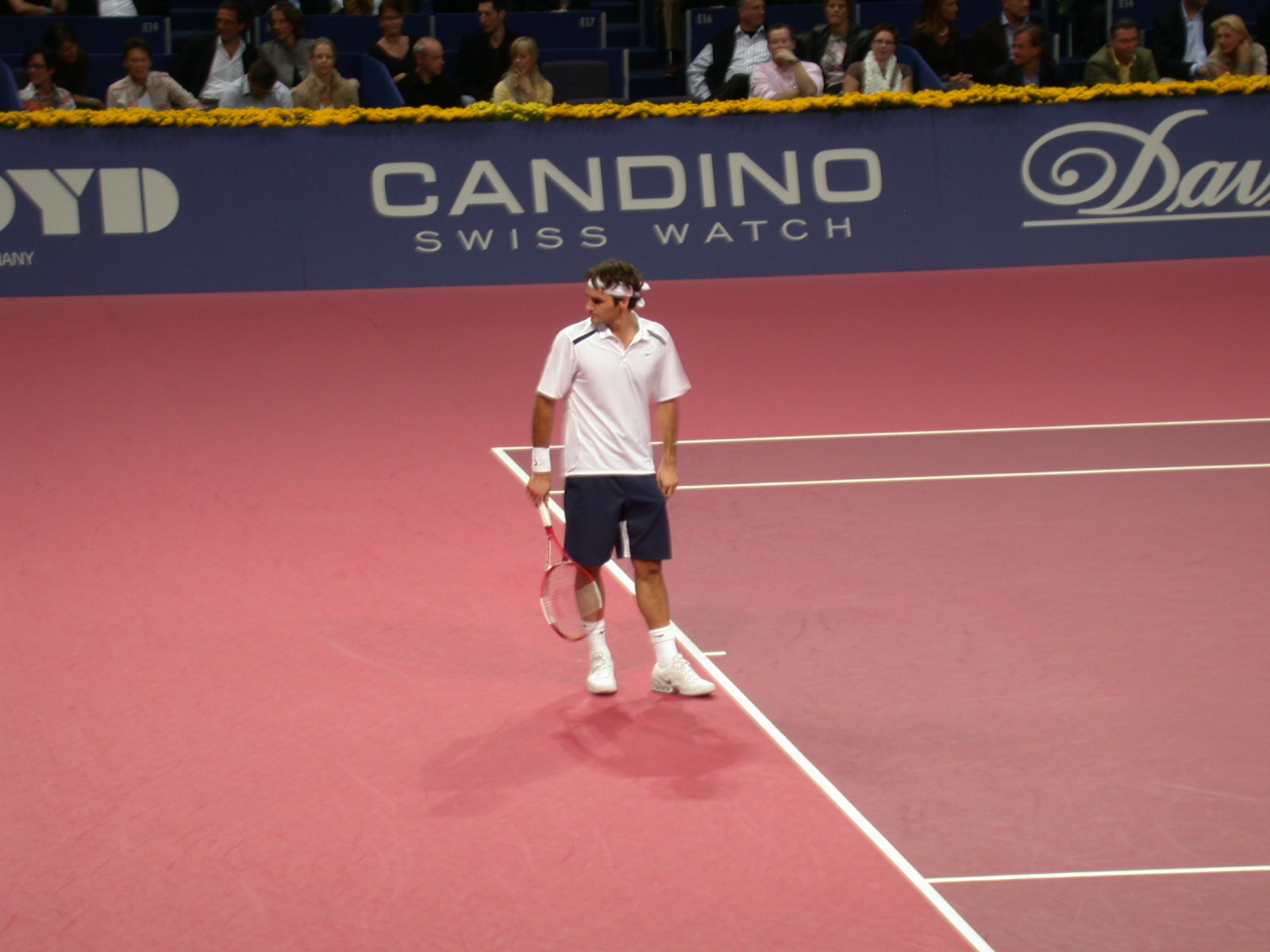
il vincitore del singolare Roger Federer

Lo Swiss Indoors 2006, noto anche come Davidoff Swiss Indoors per motivi di sponsorizzazione, è stato un torneo di tennis giocato sul cemento indoor.
È stata la 37ª edizione dell'evento e faceva parte delle International Series nell'ambito dell'ATP Tour 2006.
Il torneo si è giocato alla St. Jakobshalle di Basilea, in Svizzera, dal 23 al 29 ottobre 2006.

## Campioni

### Singolare
Roger Federer ha battuto in finale  Fernando González con il punteggio di 6–3, 6–2, 7–6(3)

### Doppio
Mark Knowles /  Daniel Nestor hanno battuto in finale  Mariusz Fyrstenberg /  Marcin Matkowski con il punteggio di 4–6, 6–4, 10–8